# Coura Dia
Coura Dia (Sokone, 17 settembre 1952) è un'ex cestista senegalese.

## Carriera
Con il Senegal ha disputato i Campionati mondiali del 1975.